# Visitante
Visitante ( en catalán: Visitant ) es una película española de terror de 2021 con elementos de ciencia ficción dirigida por Alberto Evangelio y protagonizada por Iria del Río, Miquel Fernández, Jan Cornet y Sandra Cervera. 

## Sinopsis
Marga, en medio de una crisis con su marido, decide pasar unos días en una antigua casa de su pueblo, donde perdió a su hermana.  Allí, empieza a percibir extraños fenómenos que la aterran: un ente invisible empieza a comunicarse con ella.

## Reparto
- Iria del Río es Marga
- Miquel Fernández es Daniel
- Jan Cornet es Carlos
- Sandra Cervera es Diana
- Inma Sancho Miralles es Olga
- Carlos Sanjaime es Joaquim
- Pep Ricart es Aureli

## Producción
Visitante es el debut de Alberto Evangelio como director de largometraje. Escrito por Evangelio, el guion está basado en una historia de Evangelio y Marcos Gisbert.  Guillem Oliver trabajó como director de fotografía.  Visitor es una producción de Beniwood Producciones, Chester Media, Desconectada la película AIE, Life and Pictures y The Other Side Films.   Contó con la participación de IVC, Ministerio de Cultura de España, Crea SGR, À Punt Mèdia y TV3 . 
El rodaje fue realizado entre los meses de agosto y septiembre de 2020. 

## Reconocimiento
Estuvo nominada en los 14ª Premios Gaudí a la categoría de Mejor Película. En los Premios Berlanga estuvo nominada a Mejor Sonido, Mejor Vestuario y Mejor Maquillaje y Peluquería.

## Estreno
La película tuvo su estreno mundial en el Festival de Cine de Sitges en octubre de 2021.  Distribuida por Filmax,  la película se estrenó en cines en España el 11 de febrero de 2022. 